# 白土 (名古屋市)
白土（しろつち）は、愛知県名古屋市緑区の地名。丁番を持たない単独町名である。住居表示未実施。

## 地理
名古屋市緑区の北東部に位置し、西は藤塚、北と北西は東神の倉、東は愛知郡東郷町と接する。

## 歴史

### 町名の由来
鳴海町の小字名「白土」による。字名「白土」は、字義通り当地で白土（磨砂）が産出したことに由来するという。また鳴海山の一部に「白土道」と称する道路があったというが、これも白土を運搬するために用いられたことに由来するという。

### 沿革
- 2006年（平成18年）11月18日 - 緑区鳴海町字白土・字藤塚の各一部より、同区白土として成立[WEB 1]。

## 世帯数と人口
2019年（平成31年）3月1日現在の世帯数と人口は以下の通りである。
| 町丁 | 世帯数  | 人口  |
| ---- | ------- | ----- |
| 白土 | 270世帯 | 733人 |

### 人口の変遷
国勢調査による人口の推移
| 2010年（平成22年） | 623人 | [ WEB 7 ] |  |
| 2015年（平成27年） | 662人 | [ WEB 8 ] |  |

## 学区
市立小・中学校に通う場合、学校等は以下の通りとなる。また、公立高等学校に通う場合の学区は以下の通りとなる。
| 番・番地等 | 小学校                 | 中学校                 | 高等学校 |
| ---------- | ---------------------- | ---------------------- | -------- |
| 全域       | 名古屋市立神の倉小学校 | 名古屋市立神の倉中学校 | 尾張学区 |

## 施設

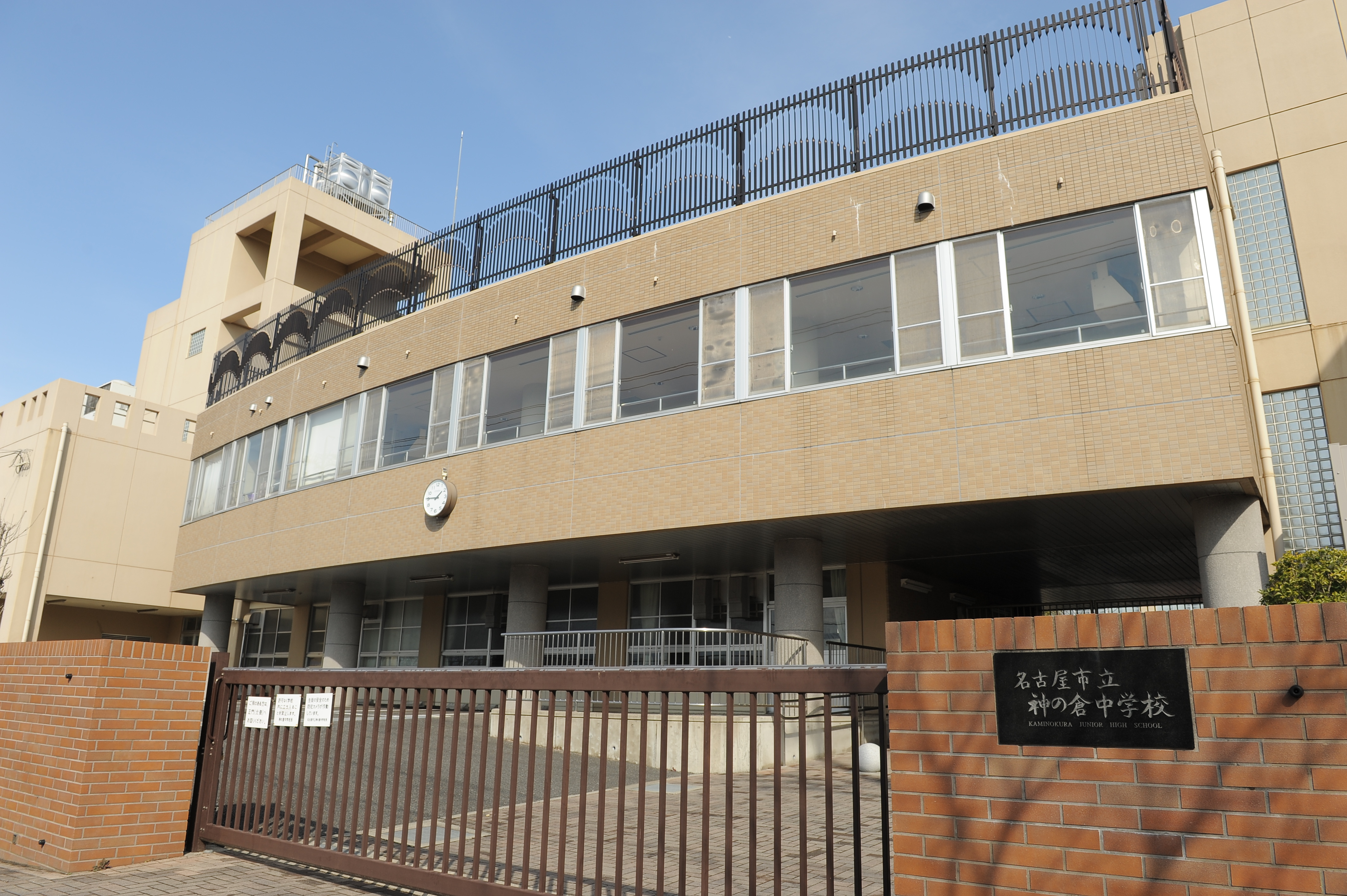
名古屋市立神の倉中学校
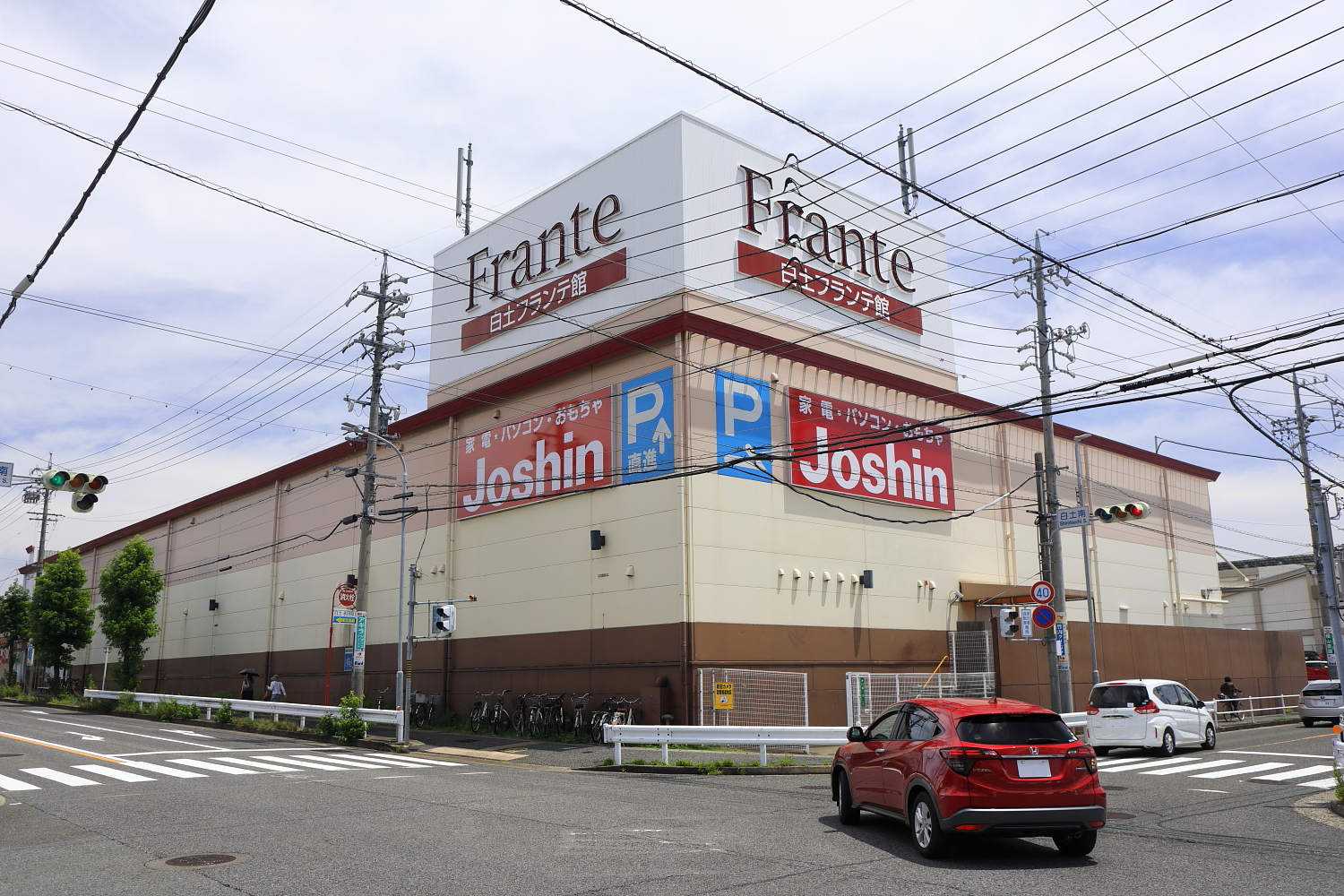
白土フランテ館
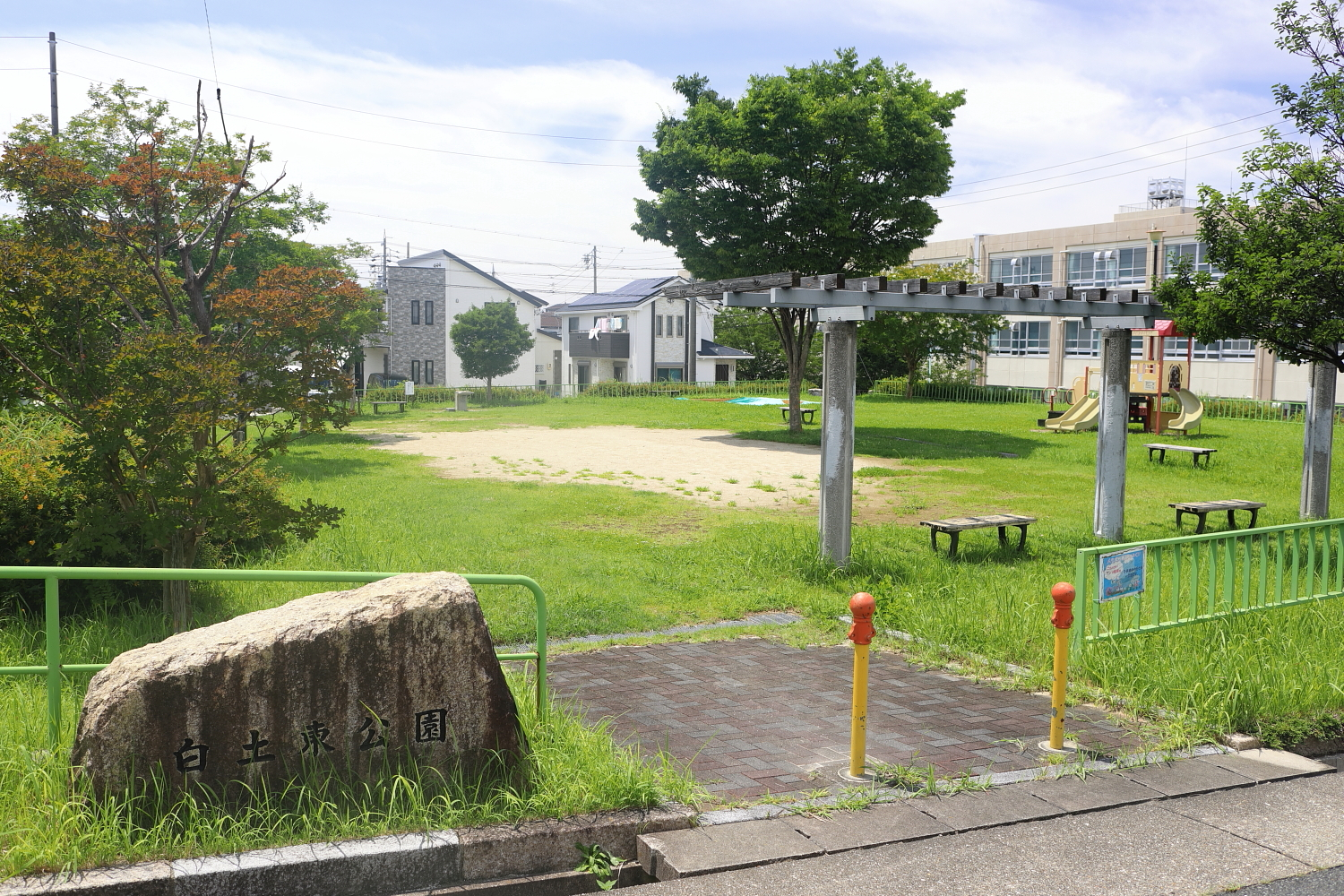
白土東公園

- 名古屋市立神の倉中学校
- 白土フランテ館
- 白土東公園

## その他

### 日本郵便
- 郵便番号 : 458-0836[WEB 4]（集配局：緑郵便局[WEB 11]）。

### WEB
1. 1 2  名古屋市役所 市民経済局地域振興部住民課町名表示係 (2013年6月20日). “名古屋市緑区の一部で町名町界変更を実施(平成18年11月18日実施)”.   名古屋市. 2018年1月30日閲覧。
2. ↑  “愛知県名古屋市緑区の町丁・字一覧”.   人口統計ラボ. 2018年11月8日閲覧。
3. 1 2  “町・丁目(大字)別、年齢(10歳階級)別公簿人口(全市・区別)”.   名古屋市 (2019年3月20日). 2019年3月21日閲覧。
4. 1 2  “郵便番号”.  日本郵便. 2019年3月17日閲覧。
5. ↑  “市外局番の一覧”.   総務省. 2019年1月6日閲覧。
6. ↑  名古屋市役所市民経済局地域振興部住民課町名表示係 (2017年10月2日). “緑区の町名一覧”.   名古屋市. 2017年10月7日閲覧。
7. ↑  名古屋市役所総務局企画部統計課統計係 (2012年6月29日). “平成22年国勢調査　名古屋の町(大字)別・年齢別人口 緑区” (XLS). 2017年10月8日閲覧。
8. ↑  名古屋市役所総務局企画部統計課統計係 (2017年7月7日). “平成27年国勢調査　名古屋の町(大字)別・年齢別人口” (XLS). 2017年10月8日閲覧。
9. ↑  “市立小・中学校の通学区域一覧”.   名古屋市 (2018年11月10日). 2019年1月14日閲覧。
10. ↑  “平成29年度以降の愛知県公立高等学校（全日制課程）入学者選抜における通学区域並びに群及びグループ分け案について”.   愛知県教育委員会 (2015年2月16日). 2019年1月14日閲覧。
11. ↑  “郵便番号簿 2018年度版” (PDF).   日本郵便. 2019年3月31日閲覧。

### 書籍
1. 1 2  名古屋市計画局 1992, p. 643.